# Bill Vorn
Bill Vorn (1959) es un artista robótico canadiense de los 90, (comenzó en 1992). Proyecta instalaciones mezclando robótica y sonido, control de movimiento, iluminación, vídeo y procesos cibernéticos; siguiendo con ellos las investigaciones sobre vida artificial y tecnología agente basándose en lo que llama "estética de comportamientos artificiales".
Se doctoró en Estudios de comunicación en la Universidad de Quebec con una tesis sobre la vida artificial como un medios de comunicación. Es maestro de Artes Electrónicas en el Departamento de Estudio de Artes de la Universidad de Concordia (programa Intermedia/Cyberarts) tutelando el "alab", una laboratorio de investigación de arte robótica parte del Instituto Hexagram.
Ha exhibido su trabajo en acontecimientos internacionales, como la Ars Electronica, ISEA, DEAF, Sonar, Art Futura, EMAF y Artec. Premidao en Madrid con el premio Life 2.0 (en 1999), Leprecon para la Interactividad (1998, Nueva York), Prix Ars Electronica Distinction (1996, Linz) y el International Digital Media Award (1996, Toronto). Ha colaborado sobre todo con artistas canadienses (como Edouard Lock, Robert Lepage, Gilles Maheu, LP Demers y Istvan Kantor) y es cofundador de la banda de música electrónica Rational Youth con Tracy Howe en 1981.